# Giuseppe Martinelli (pittore)
Giuseppe Martinelli (Viareggio, 19 gennaio 1930 – Milano, 15 luglio 2016) è stato un pittore italiano.

## Biografia
La prima personale fu nella città natale nel 1953, e nello stesso anno si aggiudicò il Premio Viareggio.
Nel 1956 si trasferì a Milano, condividendo uno studio in via Procaccini con Scapaticci, Ferroni, Banchieri e Luporini; nel 1958 espose alla galleria Pagani di Milano, con presentazione di Mario De Micheli.
Nel 1959 vinse il premio acquisto al premio di pittura Golfo della Spezia con un'opera entrata a far parte della collezione del Centro d'arte moderna e contemporanea della Spezia, si aggiudicò ex aequo (con Nikos Kessanlis) il V Premio Modigliani, con l'opera Ragazzi nell'acqua e vinse infine il Premio Suzzara, con l'opera Costruzione della casa.
Nel 1963 espose a Roma alla galleria Penelope, presentato di nuovo da De Micheli, e l'anno successivo si aggiudicò il Premio Ramazzotti con il dipinto Bambino nell'aiuola, divenuto parte della collezione Ramazzotti. Nello stesso anno partecipò a due esposizioni collettive di respiro internazionale organizzate dalla Quadriennale di Roma: Contemporary Italian Paintings, tenuta a Melbourne (Australia) e Peintures italiennes d'aujourd'hui, mostra itinerante con tappe a Damasco, Ankara, Teheran e Tunisi. Nel 1965-66 espose alla IX Quadriennale nazionale d'arte di Roma.
Nel 1976 si aggiudicò nuovamente il Premio Suzzara.
Esponente del realismo esistenziale, nell'attività a Milano coniugò il paesaggismo toscano con la tradizione del naturalismo lombardo. Fu toccato dalla corrente informale ma aderì anche a uno stile figurativo di tipo espressionista.
Sue opere sono conservate al Museo della Permanente a Milano, nella Pinacoteca Tosio Martinengo di Brescia e nel MAGI '900.